# 哈里森堡 (維吉尼亞州)
哈里森堡（英語：Harrisonburg）是美國維吉尼亞州北部的一個獨立城市。面積45.6平方公里。根據美國2000年人口普查，共有人口40,468人。
哈里森堡成立於1916年。城名紀念早期的殖民者湯瑪斯·哈里森。